# Lyngvig Fyr
Lyngvig Fyr (früher auch: Nørre Lyngvig Fyr) ist ein dänischer Leuchtturm auf Holmsland Klit an der Westküste Jütlands.
Der 38 Meter hohe Leuchtturm wurde 1906 auf einer 17 Meter hohen Düne erbaut und war der letzte, der an der dänischen Nordseeküste errichtet wurde. Anlass für die Errichtung gab die Strandung des Dampfschiffs Avona drei Jahre zuvor, bei der 24 Seeleute ums Leben gekommen waren.
Das Fundament des Turmes wurde, so wie der Sockel und der Eingangsbereich, aus Beton gebaut. Der Turm selbst ist aus Ziegelsteinen, bei den Fenstern und der Eingangstür wurde als Material Teakholz verwendet. Das mit einer Fresnel-Linse und einem Acetylengasbrenner ausgestattete Leuchtfeuer ging am 3. November 1906 in Betrieb. Die drehende Linse wurde von einem Gewicht gezogen, das sich durch den ganzen Treppenschacht bewegen konnte. Nach vier Stunden musste das Gewicht mit einem Spill wieder hinaufgezogen werden. Die Lichtquelle wurde 1920 durch einen Petroleumglühstrumpfbrenner ausgetauscht, 1955 wurden Beleuchtung und Linsenantrieb elektrifiziert. Seit 1965 arbeitet der Leuchtturm automatisch. Anfang 2000 wurde er mit einer 250 Watt und 300.000 Candela starken natriumgeladenen Lampe ausgerüstet.
Aufgrund von technischen Problemen mit dem Drehantrieb wurde das Leuchtfeuer im November 2011 durch eine außen an der Galerie angebrachte Leuchtdioden-Laterne ersetzt. Durch diese Maßnahme hat sich die Kennung geändert und die Tragweite reduzierte sich von 22 auf 17 Seemeilen.  Diese Leistungseinbuße führte zur Gründung eines Vereins zum Erhalt des Leuchtfeuers am 11. August 2012 in Hvide Sande.
Insgesamt 228 Treppenstufen sind bis zur Aussichtsplattform des Leuchtturms zu erklimmen, 79 davon auf der Holztreppe, die von den Nebengebäuden am Fuß der Düne hinauf zum Turmeingang führt. Der Leuchtturm konnte zwischen September 2024 und Anfang Juni 2025 aufgrund von Baufälligkeiten nicht besichtigt werden. In den Nebengebäuden befinden sich eine Ausstellung zur Geschichte des Leuchtturms, ein Souvenirladen und ein Café.